# Hydrographie de la vallée de la Matapédia
La vallée de la Matapédia est une région géographique québécoise dans les régions de la Gaspésie et du Bas-Saint-Laurent.  Il y a plusieurs lacs dans la vallée de la Matapédia qui englobe une partie des municipalités régionales de comté (MRC) de La Mitis et d'Avignon ainsi que la totalité de la MRC de La Matapédia.

## Branche Albert-Gagné
La branche Albert-Gagné est un ruisseau situé à Saint-Cléophas.

## Branche Antonio-Côté
La branche Antonio-Côté est un ruisseau situé à Saint-Cléophas.

## Branche Bélanger
La branche Bélanger est un ruisseau situé à Sainte-Irène.

## Branche Bilodeau
La branche Bilodeau est un ruisseau situé à Sainte-Irène.

## Cours d'eau Aimé-Perreault
Le cours d'eau agricole Aimé-Perreault est situé à Saint-Cléophas.

## Cours d'eau Albert-Gendron
Le cours d'eau agricole Albert-Gendron est situé à Saint-Damase.

## Cours d'eau Alfred-Bouillon
Le cours d'eau agricole Alfred-Bouillon est situé à Sayabec.

## Cours d'eau Amédée-Levesque
Le cours d'eau agricole Amédée-Levesque est situé à Saint-Cléophas.

## Cours d'eau André-Gendron
Le cours d'eau agricole André-Gendron est situé à Saint-Damase.

## Cours d'eau Antoine-Sénéchal
Le cours d'eau agricole Antoine-Sénéchal est situé à Saint-Damase.

## Cours d'eau Arthur-Ross
Le cours d'eau agricole Arthur-Ross est située à Saint-Tharcisius.

## Cours d'eau Aubut
Le cours d'eau agricole Aubut est situé à Val-Brillant.

## Cours d'eau Audy
Le cours d'eau agricole Audy est situé à Sayabec.

## Cours d'eau Barrette
Le cours d'eau agricole Barrette est situé à Saint-Léon-le-Grand.

## Cours d'eau Bélanger de Val-Brillant
Le cours d'eau agricole Bélanger est situé à Val-Brillant.

## Cours d'eau Bélanger du Lac-Humqui
Le cours d'eau agricole Bélanger est situé à Saint-Zénon-du-Lac-Humqui.

## Cours d'eau Bellavance
Le cours d'eau agricole Bellavance est situé à Saint-Cléophas.

## Cours d'eau Belzile
Le cours d'eau agricole Belzile est situé à Sayabec.

## Cours d'eau Bérubé de Saint-Damase
Le cours d'eau agricole Bérubé est situé à Saint-Damase.

## Cours d'eau Bérubé de Val-Brillant
Le cours d'eau agricole Bérubé est situé à Val-Brillant.

## Cours d'eau Bérubé du Lac-Humqui
Le cours d'eau agricole Bérubé est situé à Saint-Zénon-du-Lac-Humqui.

## Cours d'eau Bonenfant
Le cours d'eau agricole Bonenfant est situé à Saint-Zénon-du-Lac-Humqui.

## Coulée à Bernier
La coulée à Bernier est un ruisseau situé dans le territoire non organisé de la Rivière-Vaseuse au sud de Saint-Zénon-du-Lac-Humqui.

## Lac à Baptiste
Le lac à Baptiste est situé dans le territoire non organisé du Lac-Casault dans la partie est de La Matapédia (48° 34′ 22″ N, 67° 21′ 20″ O).

## Lac à Bazile
Le lac à Bazile est situé à Saint-Léon-le-Grand (48° 34′ 22″ N, 67° 21′ 20″ O).

## Lac à Bon-Dieu
Le lac à Bon-Dieu est situé à Saint-Moïse (48° 30′ 12″ N, 67° 53′ 46″ O).

## Lac Alarie
Le lac Alarie est situé à Albertville (48° 19′ 36″ N, 67° 25′ 45″ O).

## Lac Albert
Le lac Albert est situé à Saint-Damase (48° 39′ 23″ N, 67° 42′ 51″ O).

## Lac Alfred
Le lac Alfred est situé dans la MRC de La Matapédia (48° 25′ 21″ N, 67° 47′ 30″ O). Il a donné son nom au territoire non-organisé du Lac-Alfred dans lequel il est situé au sud de Saint-Cléophas.

## Lac Amélie
Le lac Amélie est situé à Saint-Alexandre-des-Lacs (48° 31′ 24″ N, 67° 15′ 31″ O).

## Lac Angus
Le lac Angus est situé à Lac-au-Saumon (48° 23′ 21″ N, 67° 20′ 30″ O).

## Lac Antoine
Le lac Antoine est situé à Saint-Damase (48° 36′ 29″ N, 67° 47′ 51″ O).

## Lac Arthur
Le lac Arthur est situé à Sayabec (48° 37′ 48″ N, 67° 39′ 11″ O).

## Lac au Saumon
Le lac au Saumon est situé dans la municipalité éponyme, Lac-au-Saumon dans la MRC de La Matapédia (48° 25′ 14″ N, 67° 19′ 43″ O).  

## Lac Bélanger de Saint-Damase
Le lac Bélanger est situé à Saint-Damase 48° 41′ 00″ N, 67° 47′ 08″ O).

## Lac Bélanger de Sayabec
Le lac Bélanger est situé à Sayabec (48° 34′ 40″ N, 67° 41′ 48″ O).

## Lac Bergeron
Le lac Bergeron est situé dans le territoire non organisé du Lac-Casault au nord de Saint-Alexandre-des-Lacs (48° 32′ 00″ N, 67° 12′ 03″ O).

## Lac Blanc
Le lac Blanc est situé à Saint-Cléophas (48° 29′ 10″ N, 67° 47′ 49″ O).

## Lac Blanchard
Le lac Blanchard est situé dans le territoire non organisé du Lac-Casault (48° 34′ 28″ N, 66° 23′ 32″ O).

## Lac Boniface
Le lac Boniface est situé à Saint-Noël (48° 35′ 32″ N, 67° 47′ 47″ O).

## Lac Bossé
Le lac Bossé est situé à Amqui (48° 28′ 31″ N, 67° 26′ 15″ O). Le nom du lac est en l'honneur de l'homme d'église François-Xavier Bossé qui fut notamment curé de Baie-des-Sables et de Val-Brillant. Il est parfois pensé à tort que ce nom serait en l'honneur de Cléophe Bossé qui fut la seconde épouse de Marcel Borchu.

## Lac Boucane
Le lac Boucane est situé dans le territoire non organisé du Ruisseau-des-Mineurs (48° 33′ 43″ N, 67° 01′ 30″ O).

## Lac Caché
Le lac Caché est un petit lac isolé tout près du lac Matapédia dans la Seigneurie du lac Matapédia.  Il est accessible à pied à l'année par le sentier Le lac Caché d'une longueur de 1,8 km.

## Lac Casault
Le lac Casault est situé dans la zec Casault dans la municipalité régionale de comté (MRC) de La Matapédia (48° 29′ 49″ N, 67° 09′ 05″ O).  Il partage son nom avec le territoire non-organisé duquel il fait partie, Lac-Casault, situé à l'ouest de Causapscal. Le lac Casault est très productif en ce qui a trait à la pêche à l'omble de fontaine avec ses 35 000 prises annuelles.  C'est le plus grand lac de la zec Casault. Le toponyme de Casault fait référence au canton de Casault en l'honneur de Louis-Napoléon Casault (1822-1908) qui fut député à l'Assemblée nationale du Québec et à la Chambre des communes du Canada.

## Lac Causapscal
Le lac Causapscal est situé dans le territoire non-organisé du Lac-Casault.

## Lac de l'Amadou
Le lac de l'Amadou est situé à Saint-Léon-le-Grand (48° 22′ 25″ N, 67° 26′ 13″ O).

## Lac de la Squaw ou lac Sauvagesse
Le lac de la Squaw est situé à Sayabec dans la MRC de La Matapédia (48° 37′ 09″ N, 67° 43′ 11″ O).  Le lac porte le nom officiel de lac Sauvagesse.

## Lac de Saint-Damase ou lac Blanc
Le lac de Saint-Damase est situé à Saint-Damase (48° 39′ 04″ N, 67° 48′ 40″ O). Il porte aussi le nom de lac Blanc.

## Lac des Cœurs
Le lac des Cœurs est situé dans la zec Casault dans la MRC de La Matapédia (48° 34′ 00″ N, 67° 01′ 05″ O).  Il est situé dans le territoire non-organisé du Ruisseau-des-Mineurs.

## Lac du Bonhomme-Darling
Le lac du Bonhomme-Darling est située à Val-Brillant (48° 29′ 41″ N, 67° 38′ 58″ O).

## Lac du Nord
Le lac du Nord est situé dans la zec Casault dans la MRC de La Matapédia (48° 33′ 18″ N, 67° 00′ 51″ O).  Il est situé dans le territoire non-organisé du Ruisseau-des-Mineurs.

## Lac Frenette
Le lac Frenette est situé dans la zec Casault dans la MRC de La Matapédia au nord du lac Huit-Milles(48° 31′ 30″ N, 67° 03′ 43″ O).  Il est situé dans le territoire non-organisé du Ruisseau-des-Mineurs.

## Lac Huit-Mille
Le lac Huit-Mille est situé dans la zec Casault dans la MRC de La Matapédia (48° 28′ 25″ N, 67° 05′ 31″ O).  C'est le deuxième plus grand lac de la zec Casault après le lac Casault.  Il a un quota de 16 000 prises d'ombles de fontaine.  Il est situé dans le territoire non-organisé du Lac-Casault.

## Lac Humqui
Le lac Humqui est situé dans la municipalité de paroisse de Saint-Zénon-du-Lac-Humqui dans la MRC de La Matapédia (48° 18′ 09″ N, 67° 34′ 20″ O).

## Lac Lepage
Le lac Lepage est situé à Saint-Damase dans la MRC de La Matapédia (48° 39′ 01″ N, 67° 50′ 22″ O).  Anciennement, ce lac portait le nom de lac Rond.

## Lac Malcolm
Le lac Malcolm est situé à Sayabec dans la MRC de La Matapédia (48° 35′ 40″ N, 67° 45′ 20″ O).  Il est réputé pour ses attraits touristiques grâce à l'Auberge du lac Malcolm.  La population autour du lac Malcolm forme un hameau de Sayabec, Lac-Malcolm.

## Lac Matapédia
Le lac Matapédia est situé dans la MRC de La Matapédia (48° 33′ 32″ N, 67° 35′ 08″ O).  Il a une longueur de 19 km entre Sayabec et Amqui en passant par Val-Brillant.  Le lac Matapédia a d'ailleurs donné son nom au territoire non-organisé duquel il fait partie, Lac-Matapédia.  C'est le plus grand lac de la vallée de la Matapédia.

## Lac Melucq ou lac Awantjish
Le lac Melucq porte aussi le nom de lac Awantjish. Il est situé à Saint-Cléophas (48° 29′ 00″ N, 67° 48′ 07″ O). Son nom est en l'honneur de Luc Colin qui était surnommé Melucq et qui était un contremaître d'une équipe de draveurs travaillant sur ce cours d'eau.

## Lac Rond
Le lac Rond est situé dans la zec Casault dans la MRC de La Matapédia.

## Lacs Barbeau
Les lacs Barbeau sont situés à Sainte-Irène (48° 26′ 48″ N, 67° 34′ 41″ O).

## Petit lac Awantjish
Le Petit lac Awantjish est situé à Saint-Cléophas (48° 28′ 49″ N, 67° 48′ 57″ O). Le lac partage son toponyme avec le Canton d'Awantjish. L'ajout de petit à son toponyme est pour le différencier du lac Awantjish qui porte aussi le nom de lac Melucq situé à Saint-Cléophas aussi.

## Petit lac à Bélanger
Le Petit lac à Bélanger est un marais situé à Amqui (48° 27′ 49″ N, 67° 23′ 39″ O).

## Rivière Humqui
La rivière Humqui prend sa source dans le lac Humqui et se jette dans la rivière Matapédia à Amqui après un parcours d'une vingtaine de kilomètres. Humqui est une autre orthographe pour « Amqui ». La rivière a donné son nom à la ville d'Amqui et à un canton.

## Ruisseau Adams
Le ruisseau Adams est situé à Routhierville.

## Ruisseau Alacoque
Le ruisseau Alacoque est situé à Routhierville.

## Ruisseau Albert-Gendron
Le ruisseau Albert-Gendron est situé à Routhierville.

## Ruisseau Amélie
Le ruisseau Amélie est située à Saint-Tharsicius.

## Ruisseau André-Pitre
Le ruisseau André-Pitre est situé à Routhierville.

## Ruisseau Arbour
Le ruisseau Arbour est situé à Causapscal.

## Ruisseau Arsène
Le ruisseau Arsène est situé à Amqui.

## Ruisseau Bacon
Le ruisseau Bacon est situé dans le territoire non organisé du Ruisseau-des-Mineurs.

## Ruisseau de Bangor
Le ruisseau de Bangor est situé à Amqui.

## Ruisseau Bélanger
Le ruisseau Bélanger est situé à Amqui. Il porte aussi le nom de cours d'eau Bélanger.

## Ruisseau Bellisle
Le ruisseau Bellisle est situé à Routhierville.

## Ruisseau Bergeron
Le ruisseau Bergeron est situé à Amqui. Il porte aussi le nom de cours d'eau Bergeron.

## Ruisseau Berry
Le ruisseau Berry est situé dans le territoire non organisé du Lac-Casault dans la partie est de La Matapédia.

## Ruisseau Bérubé
Le ruisseau Bérubé est situé à Amqui.

## Ruisseau Big
Le ruisseau Big est situé dans le territoire non organisé du Ruisseau-des-Mineurs dans l'est de La Matapédia.

## Ruisseau Black Alex
Le ruisseau Black Alex est situé à Routhierville.

## Ruisseau Blais
Le ruisseau Blais est situé à Causapscal.

## Ruisseau de l'Aqueduc
Le ruisseau de l'Aqueduc est située à Lac-au-Saumon.

## Ruisseau de la Baie à Zénon
Le ruisseau de la Baie à Zénon est sihttp://www.toponymie.gouv.qc.ca/CT/toposweb/recherche.aspx?no_seq=127897tué dans le territoire non organisé du Lac-Matapédia au nord du lac Matapédia.

## Ruisseau de la Beurrerie
Le ruisseau de la Beurrerie est situé à Saint-Tharcisius. Son nom est dû au fait de la présence anciennement d'une beurrerie près du ruisseau.

## Ruisseau St. Lawrence ou cours d'eau Bérubé
Le ruisseau St. Lawrence est situé à Amqui. Il porte aussi le nom de cours d'eau Bérubé, car c'est un ruisseau qui constitue aussi un cours d'eau agricole.

## Ruisseau du3eMille
Le nom de ce ruisseau sur une carte datant de 1907 est écrit sous forme de ruisseau Trois Milles. Son nom est dû au fait que son embouchure sur la rivière Causpscal est située au troisième mille parcourue à partir de la confluence des rivières Causapscal et Matapédia.

## Ruisseau Roland ou ruisseau Big Otter
Le ruisseau Roland est situé à Routhierville. Il porte aussi le nom de ruisseau Big Otter.

### Source en ligne
- Commission de toponymie du Québec